# شهرستان بالدوین (آلاباما)
شهرستان بالدوین، آلاباما (به انگلیسی: Baldwin County, Alabama) شهرستانی در ایالات متحده آمریکا است که در آلاباما واقع شده‌است.

## خصوصیات
شهرستان بالدوین ۵٬۲۴۹٫۹۴ کیلومترمربع مساحت دارد.